# Ferran Cremades i Arlandis
Ferran Cremades i Arlandis   (Bellreguard, 19 de gener de 1950) és un novel·lista valencià.
Encara que, en els seus inicis literaris, va autoeditar un recull de poemes (Paraula del vent i del foc, 1976), la seva obra està formada gairebé per complet per obra narrativa. S'adreça sobretot a un públic adult, tot i haver publicat dues novel·les juvenils. És l'únic autor que ha guanyat dos cops el Premi Sant Jordi de novel·la. D'altra part, compta també amb altres premis literaris.
A part d'escriure, es dedica a l'ensenyament, a la fotografia i a la interpretació (com a actor).

## Obra
Obra de Ferran Cremades.
Poesia
- 1976: Paraula del vent i del foc, publicat juntament amb un altre recull, Cossos i espai, de Josep-Lluís Seguí, per formar un llibre de dos-en-u.

Novel·la
En català:
- 1978: Coll de serps
- 1979: Canelobres daurats
- 1980: La regina de la pobla de les fembres peccadrius
- 1983: El cant de la Sibyla
- 1984: La lluna del temps
- 1985: Cafè fet exprés
- 1987: Hotel Àfrica
- 1989: Vaixell de neu (juvenil)
- 1991: Línia trencada
- 1994: Dragomon (juvenil)
- 1995: Plaça rodona

En castellà:
- 2006: Jaime I el Conquistador

## Premis literaris
- 1977: Sant Jordi per Coll de serps[2]
- 1983: Premi de la Crítica del País Valencià per El cant de la Sibyla
- 1986: Prudenci Bertrana per Hotel Àfrica
- 1990: Sant Jordi per Línia trencada[2]